# Gerd Schuth
Gerd Schuth (* 3. Mai 1949) ist ein ehemaliger deutscher Fußballspieler und späterer -trainer. In der höchsten Spielklasse des DDR-Fußballs, der Oberliga, spielte er für den FC Vorwärts Frankfurt (Oder).

## Sportliche Laufbahn
Schuth spielte als Jugendlicher bei der BSG Traktor Kartlow, beim Demminer VB und bei der BSG Post Neubrandenburg. Da sein Vater in Westdeutschland lebte, scheiterte 1969 eine Delegierung zum FC Hansa Rostock. Der Verteidiger war bei der BSG Post Mitglied der Ligaelf und lief in dieser Spielklasse auch für die Vorwärts Neubrandenburg auf.
Ab Sommer 1972 stand er nach einem Wechsel zunächst im Ligaaufgebot des FC Vorwärts Frankfurt (Oder) II. Ab der zweiten Halbserie der Saison 1972/73 kam der Sportsoldat dann auch in der Frankfurter Oberligaelf zum Einsatz. In der höchsten DDR-Spielklasse des ostdeutschen Fußballs gelangen ihm in zehn Spielzeiten, in denen er Einsätze verbuchte, sieben Tore in 218 Auftritten. Im September 1974 war Schuth am 2:1-Sieg des FCV im UEFA-Pokal gegen Juventus Turin beteiligt, als er in der dritten Spielminute per Kopfball das 1:0 erzielte. Zum Jahreswechsel 1982/83 zog sich Schuth in Frankfurt als Oberligaspieler, der in der Vorrunde noch in allen 13 Spielen eingesetzt wurde, zurück und trat das Amt des Mannschaftsleiters an. Diese Tätigkeit übte er bis 1991 aus. In der letzten eigenständigen Saison des ostdeutschen Erstligafußballs übernahm er im November 1990 das Traineramt vom entlassenen Frieder Andrich und wurde dann im Februar 1991 durch den früheren DDR-Nationalspieler Harald Irmscher ersetzt.
Als Trainer war der Inhaber der Fußballlehrer-A-Lizenz Anfang der 1990er-Jahre bei Motor Eberswalde und anschließend bis 2006 beim FCV-Nachfolger Viktoria Frankfurt sowie später beim MSV Eintracht Frankfurt tätig, während er beruflich als Bauingenieur beschäftigt war.

## Berufliche Laufbahn
Schuth lernte Montagefacharbeiter und wurde später Ingenieur-Ökonom. Er war Hauptmann der Nationalen Volksarmee.